# Francisco Mora Méndez
Francisco Mora Méndez (Villatobas, Província de Toledo, 1842 - Madrid, 1924) fou un polític i sindicalista espanyol, membre del nucli inicial de l'Associació Internacional de Treballadors a Madrid. Era sabater d'ofici i germà d'Ángel Mora; ambdós tingueren una trajectòria inicial comuna. Assistí al Congrés Obrer de 1870 de Barcelona, on fou elegit vocal del Consell Federal de la FRE de l'AIT. Participà en la Conferència de València (10-18 de setembre de 1871) on fou elegit Secretari del Consell Federal. Essent perseguida la Internacional hagué d'exiliar-se a Lisboa, juntament amb Anselmo Lorenzo i Tomás González Morago. Participà en el congrés de Saragossa de 1872. Expulsat de la FRE de l'AIT pel sector bakuninista, fou membre fundador de La Nueva Federación Madrileña i delegat, per Madrid, en la comissió organitzadora del Partit Democràtic Socialista Obrer Espanyol a Barcelona el 1882. Assistí al congrés fundacional de la UGT el 1888. En el 6è congrés del PSOE fou elegit secretari del comitè executiu i reelegit l'any 1912.